# Loučenská hornatina
Loučenská hornatina – jedna z dwóch części Rudaw (czes. Krušné hory, niem. Erzgebirge), na pograniczu czesko-niemieckim. Na zachodzie graniczy z drugą o nazwie Klínovecká hornatina.
Żaden z wierzchołków nie osiąga 1000 m n.p.m. Najwyższym wzniesieniem jest Loučná (956 m n.p.m.), od której masyw otrzymał swą nazwę. Inne wybitne wzniesienia, to: Medvědí skála (924 m), Jedlová (853 m), Střelná (868 m), Stropník (856 m), Bouřňák (869 m), Pramenáč (909 m), Komáří hůrka (808 m) i Špičák u Krásného Lesa (723 m). Cały masyw ma postać wierzchowiny, z której wyrastają poszczególne wierzchołki, natomiast jego zbocza mają znaczne wysokości względne, dochodzące do 500 m.
Południowe zbocza porastają lasy bukowe. Bory świerkowe na grzbiecie zostały silnie uszkodzone emisjami z elektrowni i w znacznym stopniu obumarły. Obecnie są odnawiane. Występują tu torfowiska wysokie typu wierzchowinowego, np. NPR Novodomské rašeliniště.

## Podział
Loučenská hornatina dzieli się na siedem części, są to:
- Přísečnická hornatina
- Rudolická hornatina
- Novoveská vrchovina
- Flájská hornatina
- Cínovecká hornatina
- Nakléřovská vrchovina
- Bolebořská vrchovina